# Comitê Olímpico Nacional de Guam
O Comitê Olímpico Nacional de Guam é a entidade máxima do desporto no arquipélago de Guam. Aceito pelo Comitê Olímpico Internacional em 1986, o comitê é presidido por Ricardo Blas.
Guam participou de seis edições dos Jogos Olímpicos de Verão e uma dos Jogos Olímpicos de Inverno, sem nunca ter conquistado uma medalha.